# Peloscolex oregonensis
Peloscolex oregonensis är en ringmaskart som beskrevs av Brinkhurst 1965. Peloscolex oregonensis ingår i släktet Peloscolex och familjen glattmaskar. Inga underarter finns listade i Catalogue of Life.